# Стугна (противотанковая управляемая ракета)
«Стугна» (изделие 111) — украинская противотанковая управляемая ракета, предназначенная для стрельбы танком Т-55 и противотанковой пушкой МТ-12 «Рапира» по бронетехнике, в том числе оборудованной динамической защитой, а также по зависшим вертолётам.

## Описание
Конструкция «Стугны» во многом повторяет советский комплекс «Кастет», разработанный в конце 1970-х годов в тульском конструкторском бюро приборостроения.
Компоненты ПТУР «Стугна» производит киевский «Научно-исследовательский институт электромеханических приборов».

## Тактико-технические характеристики
- Пусковая установка: гладкоствольная пушка
- Калибр: 100 мм
- Масса выстрела: 24,5 кг
- Средняя скорость ракеты: 340 м/с
- Дальность стрельбы: 5000 метров
- Время полёта на максимальную дальность: 16,8 с
- Управление: полуавтоматическая по лазерному лучу
- Боеголовка: тандемная кумулятивная
- Бронепробиваемость: не менее 550 мм[2]

## Страны — эксплуатанты
- Украина: в 2006 году ПТУР «Стугна» был принят на вооружение вооружённых сил Украины[3].